# Koningin Elisabethwedstrijd 2022
De Koningin Elisabethwedstrijd van 2022 was een wedstrijd voor cello. De wedstrijd vond plaats van 9 mei tot 4 juni 2022 in het Flageygebouw en BOZAR te Brussel. Winnaar werd de Koreaanse celliste Hayoung Choi.
Koningin Mathilde, beschermvrouwe van de wedstrijd, woonde enkele sessies bij. De cellowedstrijd was oorspronkelijk gepland voor 2021 maar werd uitgesteld vanwege de coronapandemie.

## Jury
- Gilles Ledure is juryvoorzitter.
- Andere juryleden zijn Gautier Capuçon, Myung-Wha Chung, Natalie Clein, Roel Dieltiens, Anne Gastinel, Marie Hallynck, Frans Helmerson, Anssi Karttunen, Mischa Maisky, Antonio Meneses, Sharon Robinson, Jian Wang en Sonia Wieder-Atherton.

## Videopreselectie
Om te kunnen deelnemen aan deze veeleisende wedstrijd moet men minimaal 18 jaar en maximaal 31 jaar zijn. Er meldden zich tot 8 december 2021 152 kandidaten aan die elk drie videofragmenten digitaal konden aanbieden, samen met het online inschrijvingsformulier. Uit dit 152 kandidaten selecteerde een jury 68 deelnemers. 

## Eerste ronde
De eerste ronde vond plaats van 9 tot en met 14 mei, in Studio 4 in het Flageygebouw. Van de 68 geselecteerde deelnemers deden er 66 mee aan de eerste ronde. De Belgische celliste Stéphanie Huang haalde ook de selectie. De deelnemers moesten vooraf wel een COVID-19 PCR-test afleggen.
In de eerste ronde speelden de deelnemers drie werken met pianobegeleiding:
- Een sonate van Luigi Boccherini naar keuze, die werd vertolkt met cellobegeleiding en zonder reprises: 
  - Sonate in c G.2,
  - Sonate in Bes, G.8,
  - Sonate in F, G.9
  - Sonate in G, G.15
- Een werk gekozen uit:
  - Phantasiëstuck van Paul Hindemith
  - Nocturne van André Jolivet
  - De twee eerste bewegingen van Pohádka van Leoš Janáček.
- De eerste beweging van de Sonate voor cello solo van Eugène Ysaÿe.

Op zaterdag 14 mei rond middernacht werd bekendgemaakt welke 24 van de 66 deelnemers mochten meedoen aan de halve finales.

## Halve finales
De halve finale vond plaats van 16 tot 21 mei, ook in Studio 4 van Flagey. De 24 halvefinalisten speelden elk twee maal in twee aparte sessies en werden bij het concerto begeleid door het Orchestre royal de chambre de Wallonie onder leiding van Vahan Mardirossian.

#### Recital
- Wie aus der Ferne, een gloednieuw werk van ongeveer 5 minuten van de Belgische componist Daan Janssens.
- Twee coherente recitalprogramma’s van elk 35 à 40 minuten. Elk programma moest minstens één belangrijke sonate voor cello en piano bevatten en verschillen van de voor de eerste ronde voorgestelde werken.

#### Concerto
De halvefinalisten hadden keuze uit twee concerto's van Joseph Haydn. Ze mochten hierbij hun eigen cadenza vertolken.
- Concerto in C Hob.VIIb:1
- Concerto in D Hob.VIIb:2

Op zaterdag 21 mei rond middernacht werd in aanwezigheid van Koningin Mathilde bekendgemaakt wie van de halvefinalisten mochten deelnemen aan de finale.

## Finale
De finaleweek vond plaats van 30 mei tot 4 juni 2021 in de Henry Le Bœuf-zaal van BOZAR. De twaalf finalisten waren een week in afzondering in de Muziekkapel om zich voor te bereiden. Elke finalist voerde met het Brussels Philharmonic onder leiding van Stéphane Denève het verplicht werk en een zelfgekozen concerto uit. Het verplicht werk was een nieuw, nog onuitgegeven compositie van 10 à 15 minuten, voor cello en symfonisch orkest, van de Duitser Jörg Widmann.
De 12 finalisten in volgorde van optreden met hun gekozen concerto:
- Maandag 30 mei
  - Taeguk Mun - Concerto in a op. 129 van Robert Schumann
  - Petar Pejčić - Concerto n. 2 in G op. 126 van Dmitri Sjostakovitsj

- Dinsdag 31 mei
  - Stéphanie Huang - Concerto n. 2 in b op. 104 B 191 van Antonín Dvořák
  - Marcel Johannes Kits - Concerto n. 1 in Es op. 107 van Dmitri Sjostakovitsj

- Woensdag 1 juni
  - Jeremias Fliedl - Concerto in a op. 129 van Robert Schumann
  - Hayoung Choi - Concerto van Witold Lutosławski

- Donderdag 2 juni
  - Bryan Cheng - Concerto n. 2 in b op. 104 B 191 van Antonín Dvořák
  - Oleksiy Shadrin - Sinfonia concertante op. 125 van Sergej Prokofjev

- Vrijdag 3 juni
  - Woochan Jeong - Sinfonia concertante op. 125 van Sergej Prokofjev
  - Samuel Niederhauser - Concerto n. 2 in G op. 126 van Dmitri Sjostakovitsj

- Zaterdag 4 juni
  - Sul Yoon - Concerto n. 2 in b op. 104 B 191 van Antonín Dvořák
  - Yibai Chen - Concerto n. 1 in Es op. 107 van Dmitri Sjostakovitsj

Op zaterdag 4 juni maakte de juryvoorzitter Gilles Ledure, in aanwezigheid van koningin Mathilde en haar dochter prinses Eléonore, de winnares en de overige vijf prijswinnaars bekend.

## Uitslag laureaten KEW 2022
Geklasseerde laureaten
1. Hayoung Choi (Korea, °1999)
2. Yibai Chen (China, °2001)
3. Marcel Johannes Kits (Estland, °1995)
4. Oleksiy Shadrin (Oekraïne, °1993)
5. Petar Pejčić (Servië, °2002)
6. Bryan Cheng (Canada, °1997)

Overige laureaten (in alfabetische volgorde)
1. Jeremias Fliedl (Oostenrijk, °1999)
2. Stéphanie Huang (België, °1996)
3. Woochan Jeong (Korea, °1999)
4. Taeguk Mun (Korea, °1994)
5. Samuel Niederhauser (Zwitserland, °1998)
6. Sul Yoon (Korea, °1995)

## Prijzen
De eerste laureaat kreeg 25.000 euro, de tweede prijs was 20.000 euro waard, de derde 17.000, de vierde 12.500, de vijfde 10.000 en de zesde 8.000. De zes overige laureaten ontvingen 4.000 euro. De eerste zes kregen ook een uitgebreid concertprogramma in België. De publieksprijzen van Canvas en Klara én die van Musiq3 van de RTBF waren allebei voor de Belgische celliste Stéphanie Huang uit Henegouwen.

## Trivia
- De cellowedstrijd was oorspronkelijk voorzien door te gaan van 3 tot 29 mei 2021, maar werd uitgesteld naar 2022 wegens de coronapandemie. Om de musici die zich op de tweede editie aan het voorbereiden waren niet te benadelen, werd de maximale leeftijd van de kandidaten uitzonderlijk met één jaar verhoogd van 30 naar 31 jaar.
- Sommige deelnemers hanteerden ongebruikelijke technieken bij hun optredens. De Koreaanse Hayoung Cho bestreek de snaren aan de achterkant en trommelde met de handen op de klankkast van haar cello. De Zwitser Samuel Niederhauser liet het publiek bijzondere, sfeervolle klanken horen, onder meer door een paperclip op de snaren te klemmen.[5]